# Lars Holmblad
Lars Holmblad, född 12 december 1944, var en svensk friidrottare (diskus). Han tävlade för Stockholms Spårvägars GoIF.